# Sinusitis
La sinusitis és una malaltia que consisteix en la inflamació dels sins paranasals, que pot o no ser a conseqüència de la infecció, per bacteris, fongs, virus; al·lèrgia o autoimmunitat. Les noves classificacions de la sinusitis es refereixen a ella com a rinosinusitis, tenint en compte la idea que la inflamació dels sins no pot succeir sense una inflamació del nas (rinitis).

## Classificació

### Per ubicació
Hi ha diversos sins paranasals parells, inclòs el frontal, etmoïdals, maxil·lar i esfenoïdal. El sins etmoïdals també es poden subdividir en anteriors i posteriors, la divisió de la defineix la làmina basal del cornet mitjà. A més de l'agudesa de la malaltia, més endavant, la sinusitis pot ser classificada per la cavitat del si afectat:
- Sinusitis maxil·lar - poden causar dolor o pressió a l'àrea del maxil·lar (galta) (per exemple, odontàlgia, cefalàlgia) (J01.0/J32.0)
- Sinusitis frontal - pot causar dolor o pressió en la cavitat del si frontal (situat darrere / dalt dels ulls), cefalàlgia (J01.1/J32.1)
- Sinusitis etmoïdal - pot causar dolor o el mal a la pressió entre / darrere els ulls, cefalàlgia (J01.2/J32.2)
- La sinusitis esfenoïdal - pot causar dolor o pressió darrere de l'ull, però sovint és referit al vèrtex del cap (J01.3/J32.3)

Les darreres teories de la sinusitis indiquen que sovint es produeix com a part d'un espectre de malaltia en que s'afecta el tracte respiratori (és a dir, "una de les vies respiratòries" teoria) i es relaciona sovint amb l'asma. Totes les formes de sinusitis o bé poden resultar en, o ser part d'una inflamació generalitzada de les vies respiratòries, així hi pot estar associats altres símptomes de les vies respiratòries, com la tos.

### Per durada
La sinusitis pot ser aguda (passant de menys de quatre setmanes), subaguda (4-8 setmanes) o crònica (passant de 8 setmanes o més). Els tres tipus de sinusitis tenen símptomes semblants i, per tant, són sovint difícils de distingir. La sinusitis aguda és molt comuna. Aproximadament el noranta per cent dels adults han tingut la sinusitis en algun moment de la seva vida.

#### Sinusitis aguda
La sinusitis aguda sol ser provocada per una infecció del tracte respiratori alt, generalment d'origen viral. Si la infecció és d'origen bacterià, el tres agents causals més comuns són Streptococcus pneumoniae, Haemophilus influenzae i Moraxella catarrhalis respectivament.   L'Haemophilus influenzae en el passat va ser l'agent bacterià més freqüent que causava infeccions dels sins. No obstant això, des de la introducció de la vacuna Hib hi ha hagut una disminució important en les infeccions per H. influenza tipus B i en general ara es veuen les soques no tipables de H.influenza. Altres patògens bacterians inclouen Staphylococcus aureus i altres espècies d'estreptococs, els bacteris anaerobis i, menys habitualment, els bacteris gram negatius. La sinusitis viral típicament dura de 7 a 10 dies, Atès que la sinusitis bacteriana és més persistent. Aproximadament el 0,5% a 2% de la sinusitis viral s'estén a sinusitis bacteriana. Una hipòtesi postula que la infecció bacteriana s'inicia en mocar el nas.
Els episodis aguts de sinusitis també pot resultar de la invasió de fongs. Aquests són infeccions més freqüent en pacients amb diabetis mellitus o altres deficiències immunològiques i poden ser mortals. En la diabetis tipus I, cetoacidosi pot causar sinusitis per Mucormicosi.
La irritació química també pot provocar sinusitis. Més freqüentment el fum de les cigarretes i els vapors del clor. En rares ocasions, pot ser causada per una infecció de la dent.

#### Sinusitis crònica
La sinusitis crònica és un espectre complex de malalties que tenen en comú la inflamació crònica dels sins. Es divideix en els casos amb pòlips i dels casos sense, i el primer s'anomena a vegades sinusitis hiperplàsica crònica. Les causes són poc conegudess i pot incloure al·lèrgies, factors ambientals com la pols o la contaminació, infecció bacteriana o un fong (ja sigui al·lèrgica, infecciosa o reactiva). Factors no al·lèrgiques com la rinitis vasomotora també poden causar problemes crònics dels sins paranasals. Els passatges anormalment estrets del si (com ara un envà desviat), que pot impedir el drenatge de les cavitats paranasals també podria ser-ne un factor. Una combinació de bacteris anaeròbics i aeròbics s'observen, com Staphylococcus aureus i estafilococ coagulasa negatiu. Normalment els antibiòtics només proporcionen un benefici temporal, encara que els mecanismes de participació de la hipersensibilitat als bacteris s'han proposat per a la sinusitis amb pòlips.
Els símptomes poden incloure qualsevol combinació dels següents: congestió nasal, dolor facial, cefalàlgia, tos nocturna, un augment dels símptomes de l'asma de menor importància o controlat prèviament, malestar general, secreció verda o groga i espessa, sensació de cara "plenitud" o "tensió", que pot empitjorar en ajupir-se; dolor de dents, i/o halitosi. Cada un d'aquests símptomes té diverses altres causes. A menys que ocorrin complicacions, la febre no és una característica de la sinusitis crònica. Sovint, la sinusitis crònica pot conduir a l'anòsmia, una reducció en la capacitat per olorar o detectar olors. En un petit nombre de casos, la sinusitis maxil·lar, aguda o crònica, s'associa amb una infecció dental. El vertigen, el mareig, la visió borrosa no són típics en la sinusitis crònica i s'han de buscar altres causes.
S'han fet intents per proporcionar una nomenclatura més coherent per als 6 subtipus de la sinusitis crònica. Molts pacients han demostrat la presència d'eosinòfils a la mucosa del nas i sins paranasals. Com a tal, s'ha arribat a nomenar rinosinusitis mucinosa eosinofílica (RSME). Els casos de RSME pot estar relacionat amb una resposta al·lèrgica, l'al·lèrgia, però sovint no es pot documentar, resultant la subcategorització d'RSME al·lèrgica i no al·lèrgica.
La més recent, i que encara es discuteix, és el paper que els fongs poden tenir en el desenvolupament de la sinusitis crònica. Els fongs poden ser trobats a les fosses nasals i sins de la majoria dels pacients amb sinusitis, però també es poden trobar en les persones sanes. No és clar si el fong és un factor definitiu en el desenvolupament de la sinusitis crònica i si ho és, quina és la diferència entre aquells que desenvolupen la malaltia i els que no. Els assaigs de tractaments antifúngics han tingut resultats contradictoris.

## Símptomes

### Mal de cap sinusal
El mal de cap/dolor facial o la pressió sorda, constant, o el dolor en els sins afectats es pot veure amb qualsevol de les fases agudes o cròniques de la sinusitis. Aquest dolor sol localitzar-se en el si afectat, i pot empitjorar quan la persona afectada s'inclina cap endavant o en la posició supina.
La sinusitis aguda i crònica poden ser acompanyades per una secreció nasal purulenta (generalment de color verd i amb sang o sense) i estan presents la cefalea localitzada (odontàlgia) i són aquests els símptomes que poden diferenciar mal de cap relacionat amb el si (o rinogènic) del mal de cap d'altres fenòmens com ara la cefalea tensional i la migranya.

### Diagnòstic erroni de migranya
Estudis recents suggereixen que fins a un 90% dels "mals de cap sinusal" són en realitat migranyes. La confusió es produeix en part perquè la migranya involucra l'activació del nervi trigemin que innerva tant la regió dels sins, com les meninges que envolten el cervell. Com a resultat, la determinació directa del lloc d'origen del dolor pot ser confós a nivell cortical. A més, la congestió nasal és el resultat freqüent de la migranya, a causa de l'estimulació del sistema nerviós autònom, que també pot provocar llagrimeig i secreció nasal (rinorrea). Un estudi va trobar que els pacients amb "mal de cap sinusal" responien als triptans (medicaments per la migranya), i la insatisfacció amb els tractaments amb antibiòtics o descongestionants.

## Factors predisposants
Els factors que poden predisposar al desenvolupament de la sinusitis inclouen: al·lèrgies, problemes estructurals com ara la desviació de l'envà nasal, orificis dels sins petits; fumar; pòlips nasals; portar el gen de la fibrosi quística (la recerca és encara provisional); atacs de sinusitis repetits poden provocar un augment de la inflamació de la mucosa nasal i podrien reduir encara més les obertures.

## El paper dels biofilms
Els biofilms són agregats complexos de matriu extracel·lular i inter-dependents de microorganismes de múltiples espècies, moltes de les quals poden ser difícils o impossibles d'aïllar amb les tècniques estàndard del laboratori clínic. Els bacteris que es troben en els biofilms poden mostrar un augment de resistència als antibiòtics en comparació amb els bacteris de vida lliure de la mateixa espècie. S'ha formulat la hipòtesi que la infecció del tipus biofilm poden ser responsables de molts casos de la sinusitis crònica refractària als antibiòtics. Un estudi recent va trobar que els biofilms presents en la mucosa de 3/4 parts dels pacients sotmesos a cirurgia per la sinusitis crònica.

## Diagnòstic

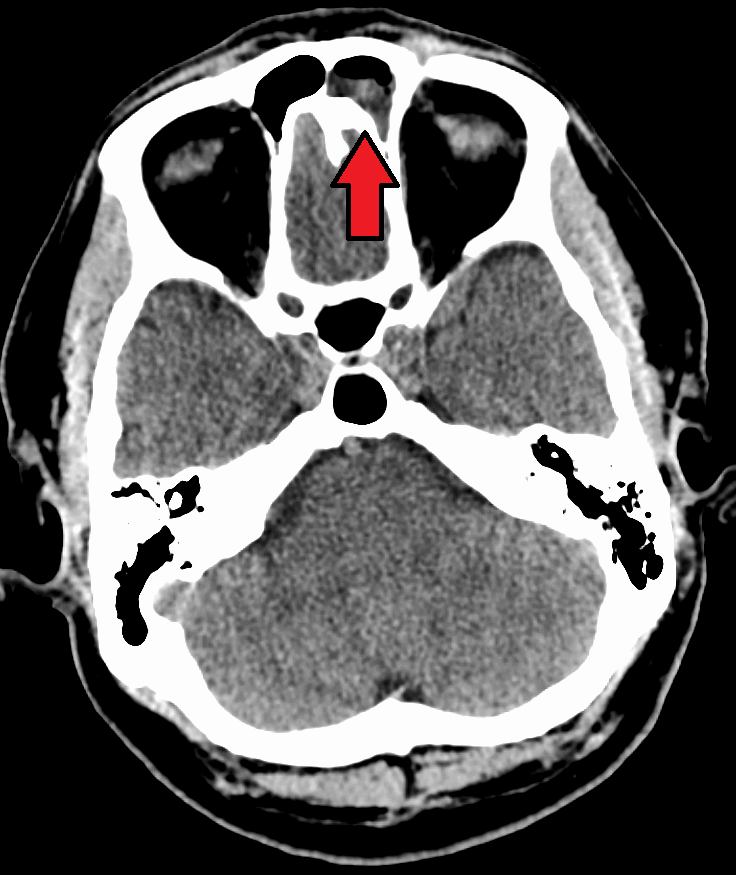
TC de crani, mostrant una sinusitis frontal

### Sinusitis aguda
Normalment la sinusitis és diagnosticada per un metge.
La sinusitis aguda bacteriana i viral són difícils de distingir però, la durada de la malaltia de menys de 7 dies és considerada com a viral mentre que més de 7 dies, es consideren com a sinusitis bacteriana. La sinusitis nosocomial aguda es confirma amb l'ajuda de la tomografia computada dels sins paranasals.

### Sinusitis crònica
Per a la sinusitis que dura més de vuit setmanes, hi ha una manca de criteris. Una tomografia computada és recomanable, però insuficient per confirmar el diagnòstic. S'utilitzen conjuntament l'endoscòpia nasal, la tomografia computada, i els símptomes clínics. També pot ser utilitzats les mostres de teixit per histologia i els cultius. La sinusitis al·lèrgica micòtica es veuen en una persona amb asma i pòlips nasals. Es precisen múltiples biòpsies per confirmar el diagnòstic.
L'endoscòpia nasal consisteix a inserir un tub flexible de fibra òptica amb una llum i una càmera al seu extrem en el nas per examinar les fosses nasals i sins paranasals. Això generalment és un procediment totalment indolor (tot i que incòmode) i que precisa entre cinc a deu minuts.

## Tractament

### Sinusitis aguda

#### Mesures conservadores
Medicaments sense recepta com el paracetamol i l'ibuprofèn poden alleujar alguns dels símptomes associats amb la sinusitis, com mal de cap, pressió, fatiga i dolor.

#### Antibiòtics
La gran majoria dels casos de sinusitis es deuen a l'etiologia viral i, per tant, es resolen sense antibiòtics. No obstant això, si els símptomes es perllonguen l'amoxicil·lina és una primera opció raonable i l' amoxicil·lina/àcid clavulànic està indicada quan pels pacients que no responen a l'amoxicil·lina sola. Les fluoroquinolones, i alguns dels antibiòtics macròlids més nous com claritromicina, la doxiciclina, s'utilitzen en pacients que són al·lèrgics a les penicil·lines. Els antibiòtics són generalment ineficaços i, en general no solen ser més eficaços que el placebo: d'un 60-90% de les persones no experimenten la resolució dels símptomes.
Els antibiòtics no poden millorar a llarg termini els resultats clínics per la sinusitis. Fer servir una pauta curta (de 3-7 dies) d'antibiòtics sembla suficient per als pacients que es presenten sense una malaltia greu o qualsevol altre factor de complicació.

#### Glucocorticoides
Per la sinusitis aguda dubtosa els glucocorticoides intranasals no s'ha trobat que siguin millors que el placebo tan sols o en combinació amb els antibiòtics. No obstant això, pels casos confirmats per radiologia o endoscòpia nasal, el seu ús ja siguin sols o en combinació amb antibiòtics pot ser aconsellable.

#### Aerosol nasal anti-microbià
No comercialitzat a l'estat espanyol.

### Sinusitis crònica

#### Mesures conservadores
La irrigació nasal pot ajudar amb els símptomes de la sinusitis crònica.

#### Tractaments mèdics
Basant-se en les teories recents sobre el paper que els fongs poden tenir en el desenvolupament de la sinusitis crònica. Els assaigs amb tractaments antimicòtics han tingut resultats contradictoris.

#### Tractament quirúrgic
Per a la sinusitis crònica o recurrent, la remissió a un otorrinolaringòleg pot estar indicada per a l'avaluació i el tractament més especialitzat, que pot incloure la cirurgia nasal. No obstant això, per a la majoria dels pacients la tècnica quirúrgica no és superior a un tractament mèdic adequat. La cirurgia només s'ha de considerar per a aquells pacients que no experimenten un alleujament suficient del medicament òptim.
Un avanç relativament recent en el tractament de la sinusitis és un tipus de cirurgia anomenada cirurgia funcional endoscòpica dels sinus paranasals, per restaurar la neteja normal dels sins paranasals s'eliminen les variacions anatòmiques i patològiques obstructives que predisposen a la sinusitis. Això reemplaça les tècniques que abans requerien incisions obrint la cara o per via oral i reorienten la tècnica als orificis naturals dels sins en lloc de promoure el drenatge per gravetat, la idea es basa sobre la cirurgia de Caldwell-Luc.
Un altre tractament desenvolupat recentment és sinuplastía per baló. Aquest mètode, semblant a l'angioplàstia amb baló, que és utilitzat per "destapar" les artèries del cor, utilitza un globus en un intent d'ampliar les obertures dels sins d'una manera menys invasiva. El seu últim paper en el tractament de la malaltia del si continua sent objecte de debat, però sembla prometedor.
Un nombre d'abordatges quirúrgics poden ser utilitzats per accedir als sins i aquests en general han passat d'enfocaments exteriors/extranasals als de l'endoscòpia intranasal. El benefici de la cirurgia funcional endoscòpica dels sinus facials és la seva capacitat per permetre un enfocament més específic dels sins afectats, reduint les interrupcions del teixit i la minimització de complicacions postoperatòries.
Per la persistència dels símptomes i la malaltia en pacients que no han respost al tractament mèdic i la cirurgia endoscòpica funcional, es poden utilitzar les antigues tècniques per abordar el si maxil·lar, com l'antrostomia radical de Caldwell-Luc (per exemple, amb una incisió en la geniva superior, l'obertura a la paret anterior de la l'antre, l'eliminació de tota la mucosa malalta del si maxil·lar i permetre el drenatge en el meat inferior o medi mitjançant la creació d'una gran finestra a la paret lateral nasal.)